# Piet Heynstraat

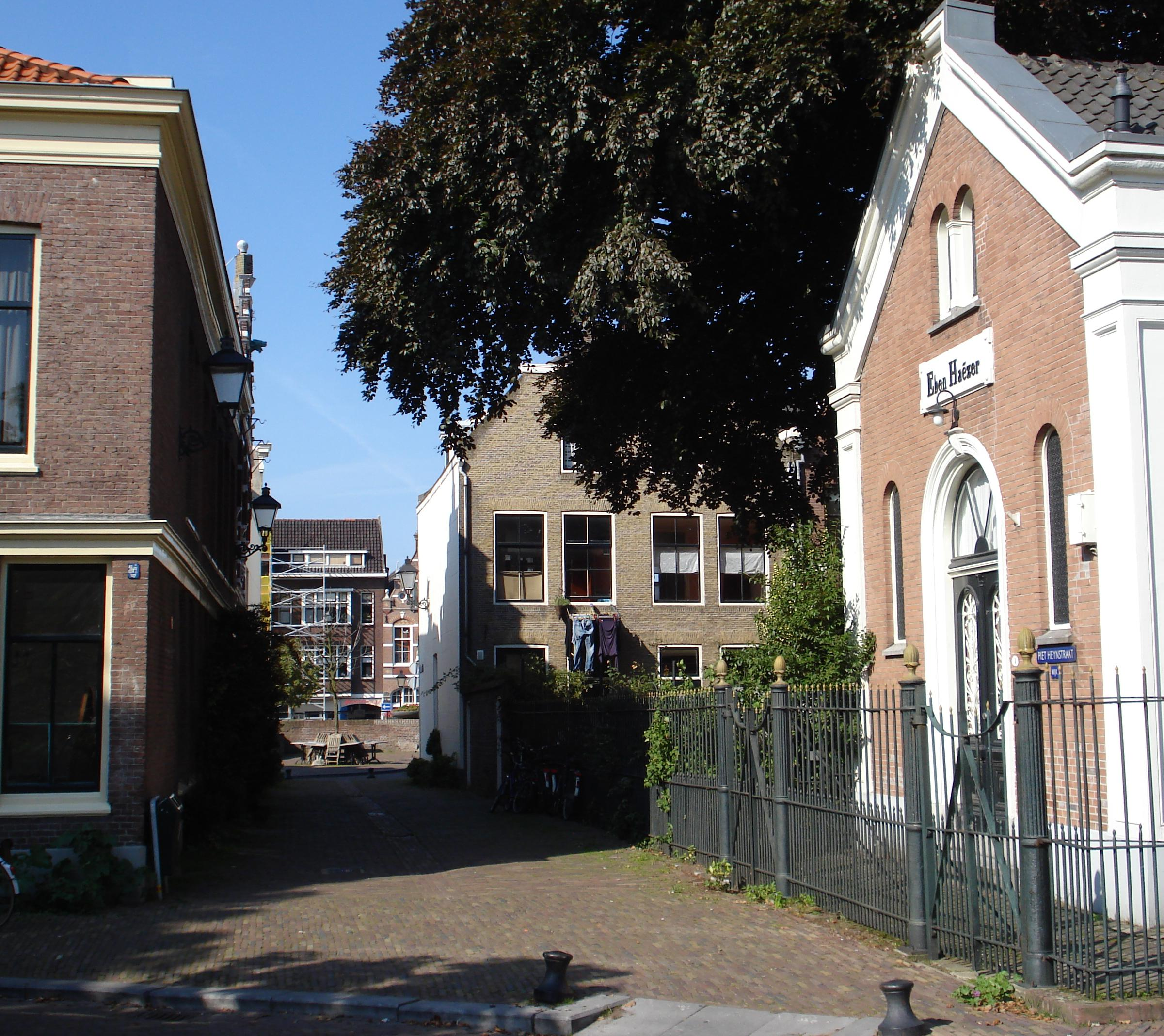
Piet Heynstraat

De Piet Heynstraat is een straat in de Rotterdamse deelgemeente Delfshaven, genoemd naar de in deze straat geboren 17e-eeuwse zeevaarder Piet Heyn.

## Ligging
De Piet Heynstraat ligt in de wijk Delfshaven. Het gebied waar de Piet Heynstraat in ligt wordt ook wel Oud Delfshaven genoemd. De Piet Heynstraat begint bij de Voorhaven en eindigt na al na circa 50 meter bij het Piet Heynplein. Op het Piet Heynplein staat het standbeeld van Piet Hein.
Bij de Piet Heynstraat liggen de musea De Dubbelde Palmboom en het Havenmuseum.

## Historie
Op 25 november 1577 werd in Delfshaven de bekende Nederlandse zeevaarder Piet Heyn geboren. De straat heette toen de Kerkstraat, naar de naastgelegen Oude Kerk. Piet Heyn was een zeeheld die bekend is geworden vanwege de verovering van een Spaanse zilvervloot in 1628. Het huisje waar Piet Heyn geboren werd, is in de 19e eeuw afgebroken. In 1871 werd een nieuw pand in oud-Hollandse stijl gebouwd dat tegenwoordig bekendstaat als Piet-Heynshuis. Sinds 1870 heeft de Piet Heynstraat zijn huidige naam.

## Trivia
In Den Haag is een Piet Heinstraat.
Aelbrechtskade ·
Beukelsdijk ·
G.J. de Jonghweg ·
's-Gravendijkwal ·
Havenstraat ·
Henegouwerlaan ·
Keilestraat ·
Keileweg ·
Marconiplein ·
Mathenesserlaan ·
Mathenesserplein ·
Müllerpier ·
Nieuwe Binnenweg ·
Piet Heynsplein ·
Piet Heynstraat ·
Puntegaalstraat ·
Rochussenstraat ·
Schiedamseweg ·
Vierhavensstraat ·
Westzeedijk